# Тарандтская лесная академия
Тарандтская лесная академия — лесное учебное заведение в Германии.
Был основан Генрихом Коттой как частная лесная школа между 1785 и 1795 годами в Цилльбахе (Тюрингия). Чрезмерная эксплуатация и частичное уничтожение лесов потребовало развивать регулируемое лесное хозяйство. Поэтому правительство Саксонии привлекло известного тюрингского лесничего Генриха Котта на должность директора Саксонского института лесоустройства (Forst-Vermessungsanstalt). В 1811 году он переехал в Тарандт, куда перевёл свою лесную школу; занятия в ней продолжились 24 мая. Вместе с Коттой в Тарандт переехал профессор математики Иоганн Адам Реум, который сразу приступил к созданию арборетума (Forstbotanischer Garten Tharandt), которые ныне считается одним из старейших в мире. В 1814 году в Тарандтской школе начал преподавать Карл Леберехт Крутч.
После Наполеоновских войн количество учеников резко упало и финансовые трудности поставили под угрозу дальнейшее существование школы. Она была передана государству и с 17 июня 1816 года стала Королевской саксонской лесной академией, директором в которой до своей смерти оставался Г. Котта. В 1830 году в академии был создан сельскохозяйственный факультет, который в 1869 году был переведен в Лейпцигский университет. В 1842 году в лесном саду (арборетуме) был построен учебный корпус. Здание, ныне известное как старое здание, было построено в 1847–1849 годах по проекту К. М. Хенеля. В 1904 году лесная академия была преобразована в университетскую и получила право хабилитации.
В апреле 1929 года лесная академия была присоединена к Дрезденскому техническому университету, в 1941 году стала его факультетом — одним из старейших лесных факультетов в мире.
Генрих Котта смог привлечь в своё учебное заведение ряд иностранных студентов, в том числе из России (А. Е. Теплоухов, Ю. Ф. Витте, Ф. К. Арнольд). В 1841 году Котта получил награду от Николая I в знак признания его заслуг в деле подготовки специалистов-лесоводов. Также в академии учились: К. Борхгревинк, К. Гейер, Г. Хелльригель, В. Хертенштейн, Э. Ландольт,